# Antonio de Capmany y de Montpalau
Antonio de Capmany y de Montpalau (Barcellona, 24 novembre 1742 – Cadice, 14 novembre 1813) è stato un filosofo, economista e storico spagnolo.

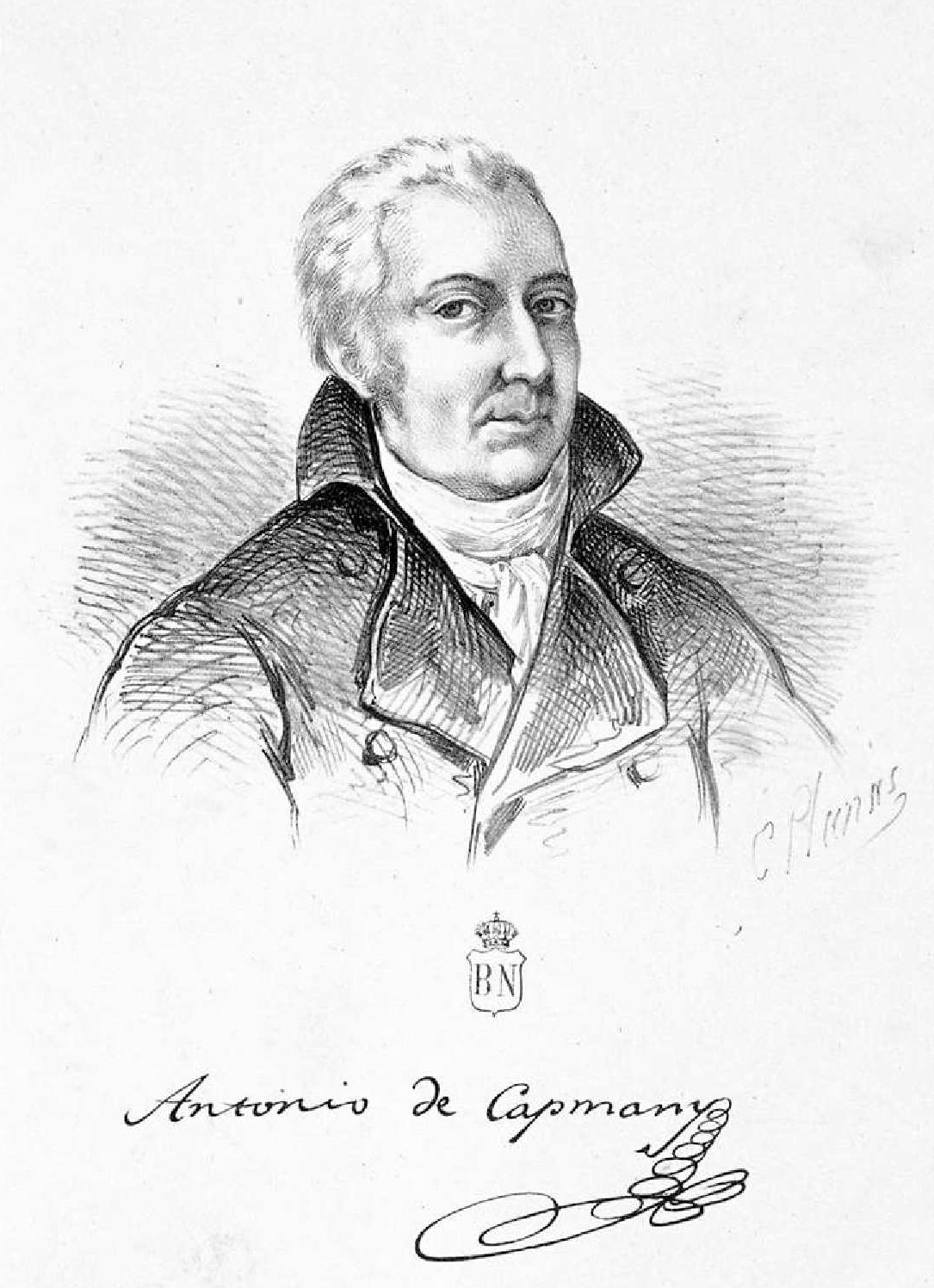
Antonio de Capmany.

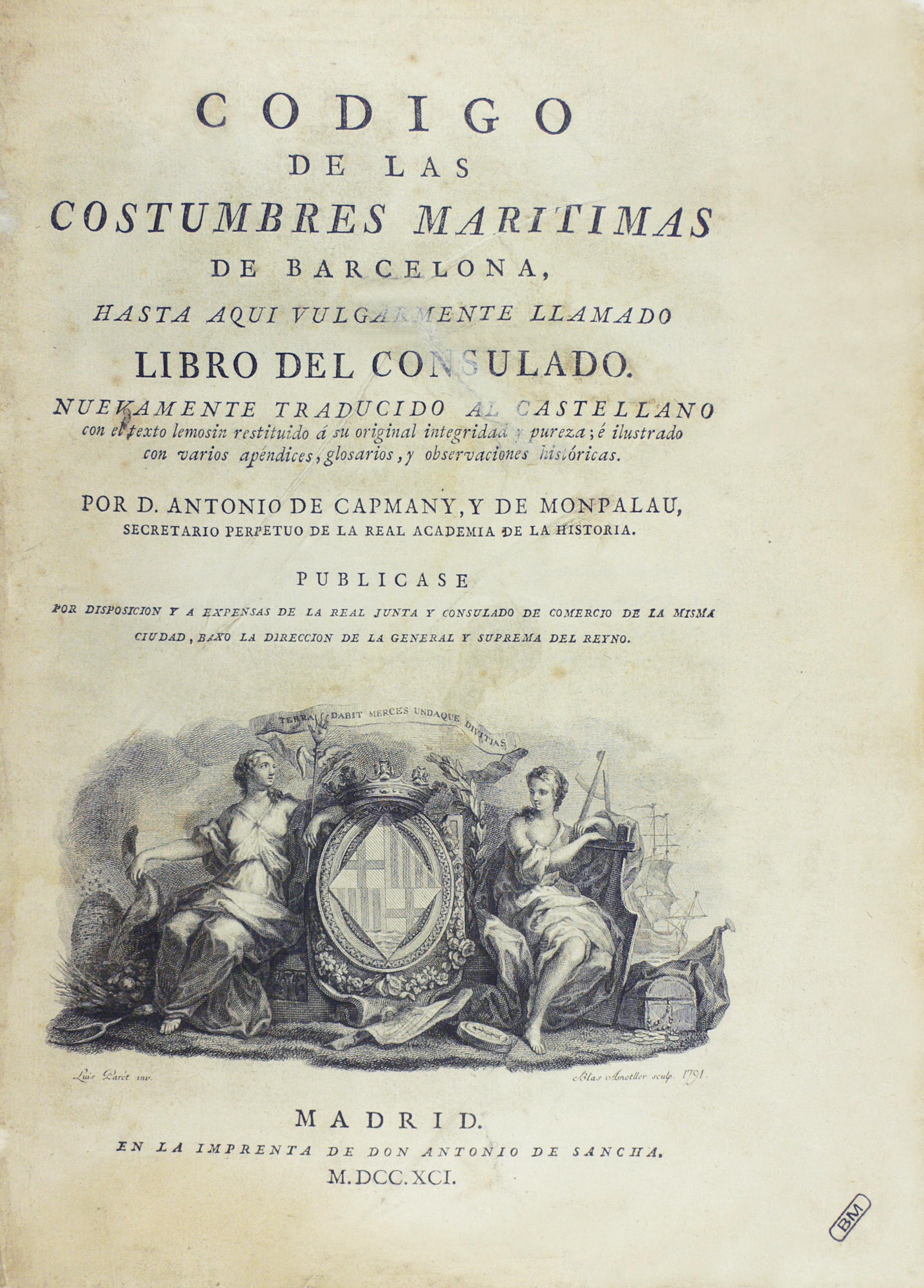
Libro del Consulad, 1791
(Fondazione Mansutti, Milano).

È stato un grande esperto di storia ed economia della Catalogna, diventando uno dei pensatori fondamentali dell'indipendentismo catalano. Divenne membro della Real Academia de la Historia, di cui è stato anche segretario, e nei suoi scritti prese le difese della purezza della lingua catalana. Venne eletto deputato alle Cortes di Cadice, in cui si distinse per la propaganda patriottica catalana.
La sua opera principale è Memorias historicas sobre la marina, comercio y artes de la antigua ciudad de Barcelona, scritta per conto della Giunta del Commercio barcellonese. L'opera tratta in cinque volumi la storia mercantile e bellica della città di Barcellona, dalle sue origini storiche fino alla fine del XVII secolo. Il primo e il secondo tomo sono stati pubblicati nel 1779, il terzo e il quarto nel 1792, mentre il quinto, intitolato Codigo de las costumbres maritimas de Barcelona, è del 1795. L'ultimo volume contiene anche il Libro del Consulado, il Derecho naval de Rodhios e la Colección de las antiguas ordenanzas de seguros marítimos dal 1436 al 1737, che contiene le ordinanze cittadine di Barcellona (1436, 1458, 1484), Bilbao (1737), Burgos (1537) e Siviglia (1553, 1555).
Gli è stata dedicata una sala del Museu Marítim de Barcelona.